# Cornelia Aletta van Hulst
Cornelia Aletta Baarslag-van Hulst (Amsterdam, 19 januari 1797 – aldaar, 7 november 1870) was een Nederlands tekenaar.

## Leven en werk
Kelet, zoals ze binnen de familie werd genoemd, was een dochter van boekverkoper Coenraad van Hulst (1776-1846) en Dorothea Andriessen (1775-1844). Ze kreeg les van haar opa Jurriaen Andriessen en oom Christiaan Andriessen. Haar oom hield tussen 1805 en 1808 een getekend dagboek bij, waarin Van Hulst geregeld voorkomt. 

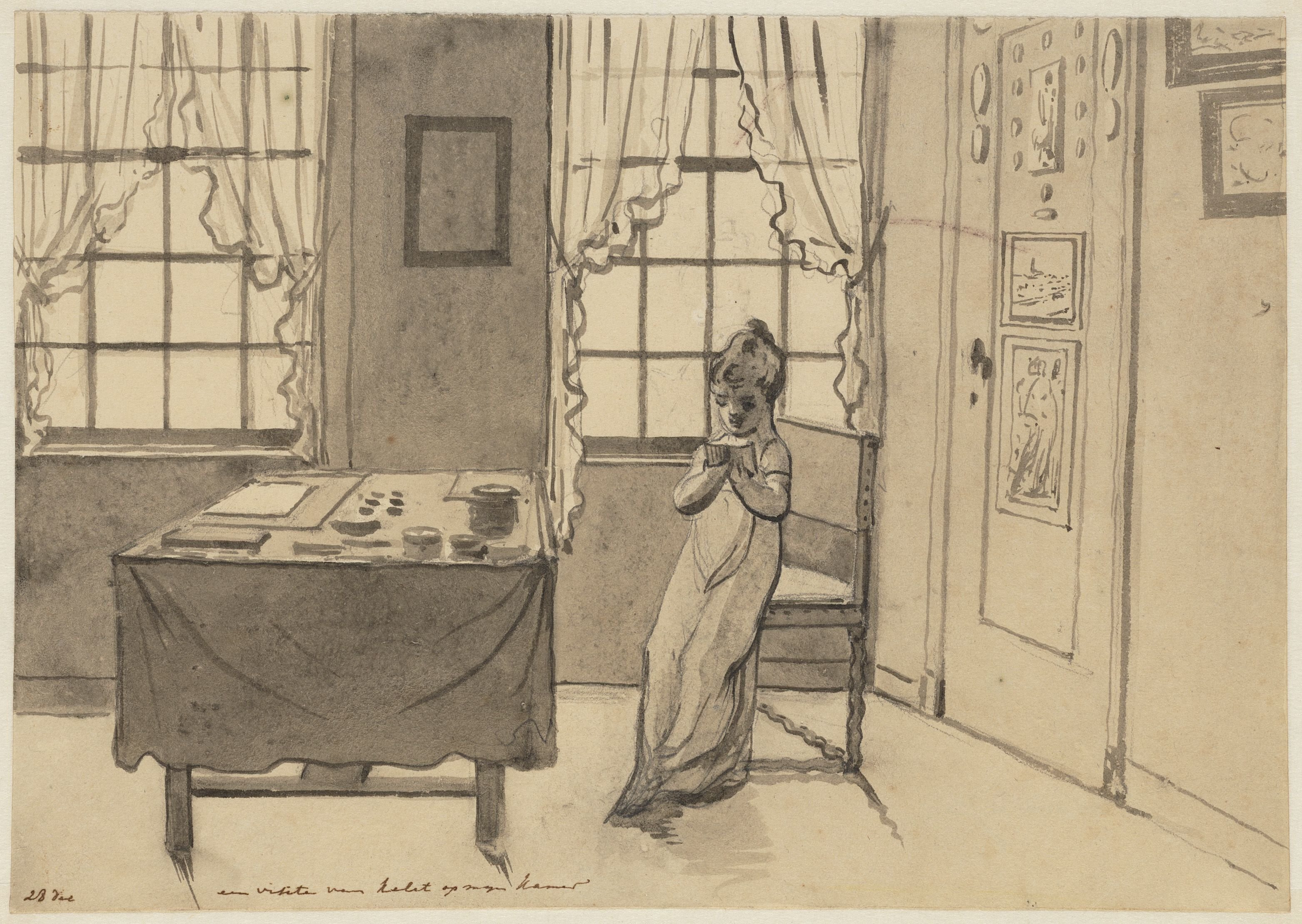
Een visite van Kelet op mijn kamer
(Christiaan Andriessen, 28 december 1806)

Ze schilderde en tekende onder meer landschappen naar het werk van haar opa. In de Geschiedenis der Vaderlandsche Schilderkunst wordt vermeld dat zij "op eene zeer verdienstelijke wijze de Kunst beoefende".
In 1818 nam Van Hulst met twee arcadische landschapstekeningen deel aan een tentoonstelling van Levende Meesters in Amsterdam. Ze trouwde in datzelfde jaar met de arts Willem Baarslag (1792-1865). Baarslag heeft ook tekenlessen gevolgd bij Jurriaan Andriessen.
Ze overleed op 73-jarige leeftijd.

## Enkele werken

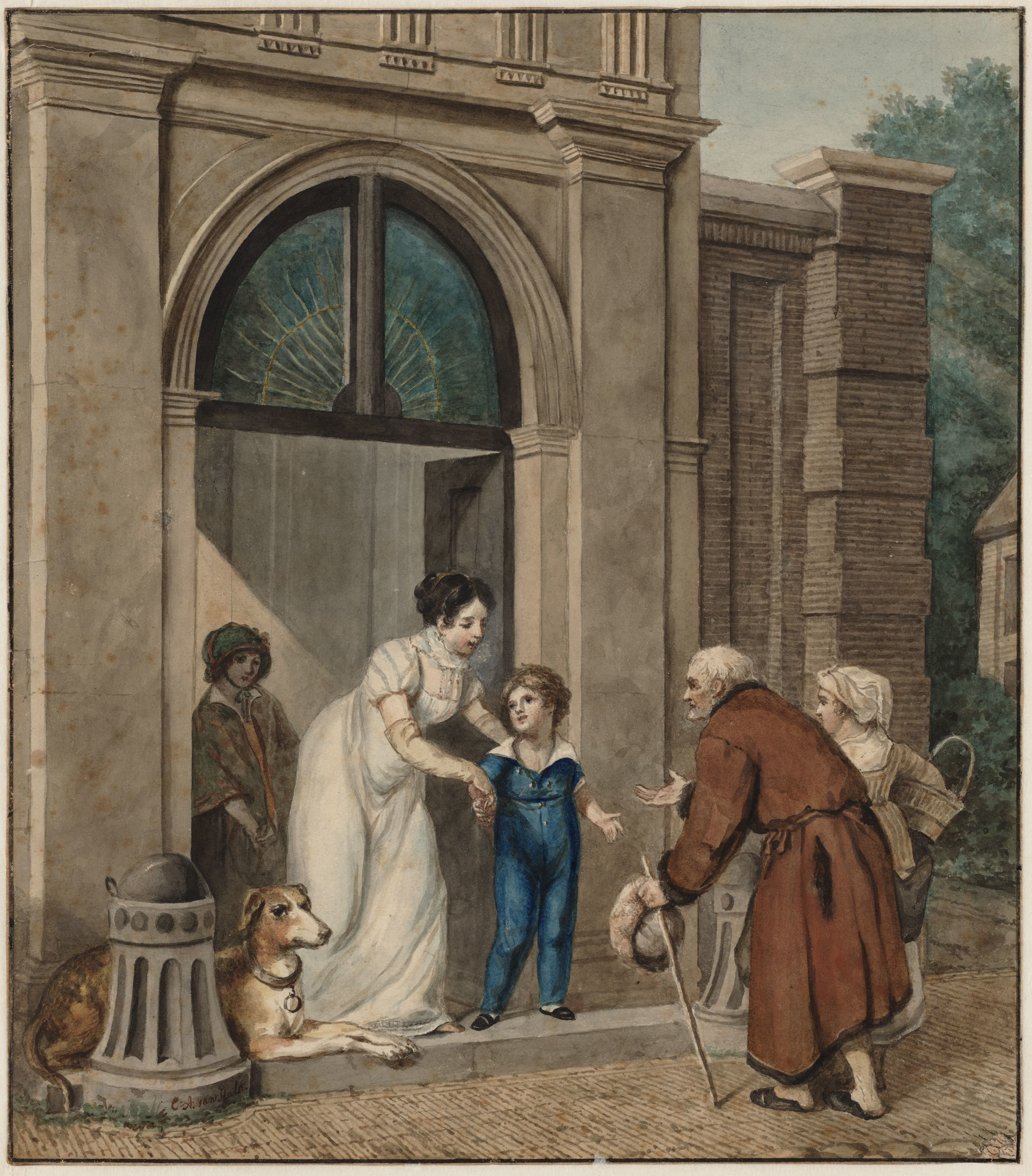
Bedelend paar bij de ingang van een monumentaal pand (1812-1815), tekening, collectie Stadsarchief Amsterdam
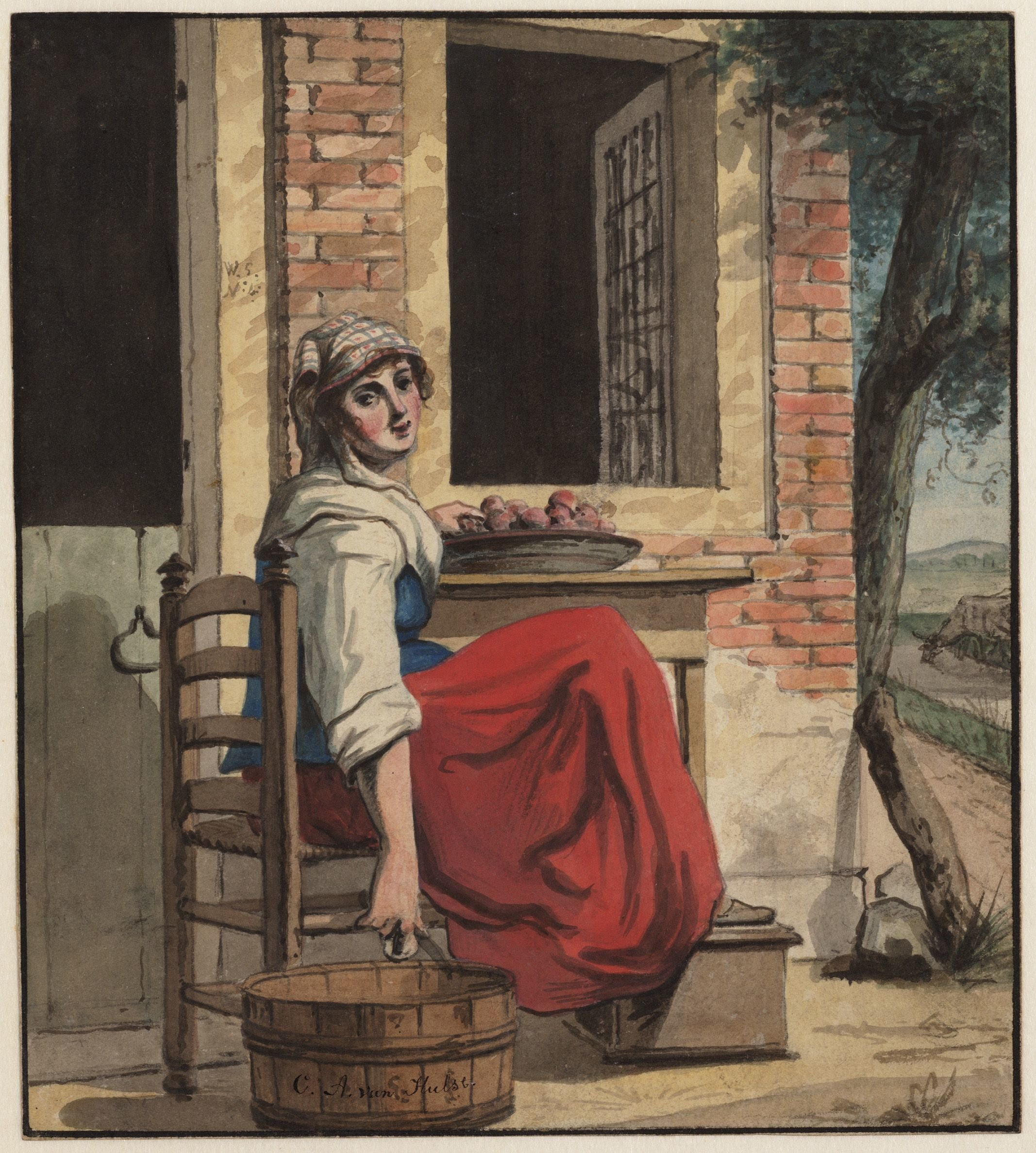
Een jonge vrouw die aardappels schilt (1812-1815), tekening, collectie Stadsarchief Amsterdam
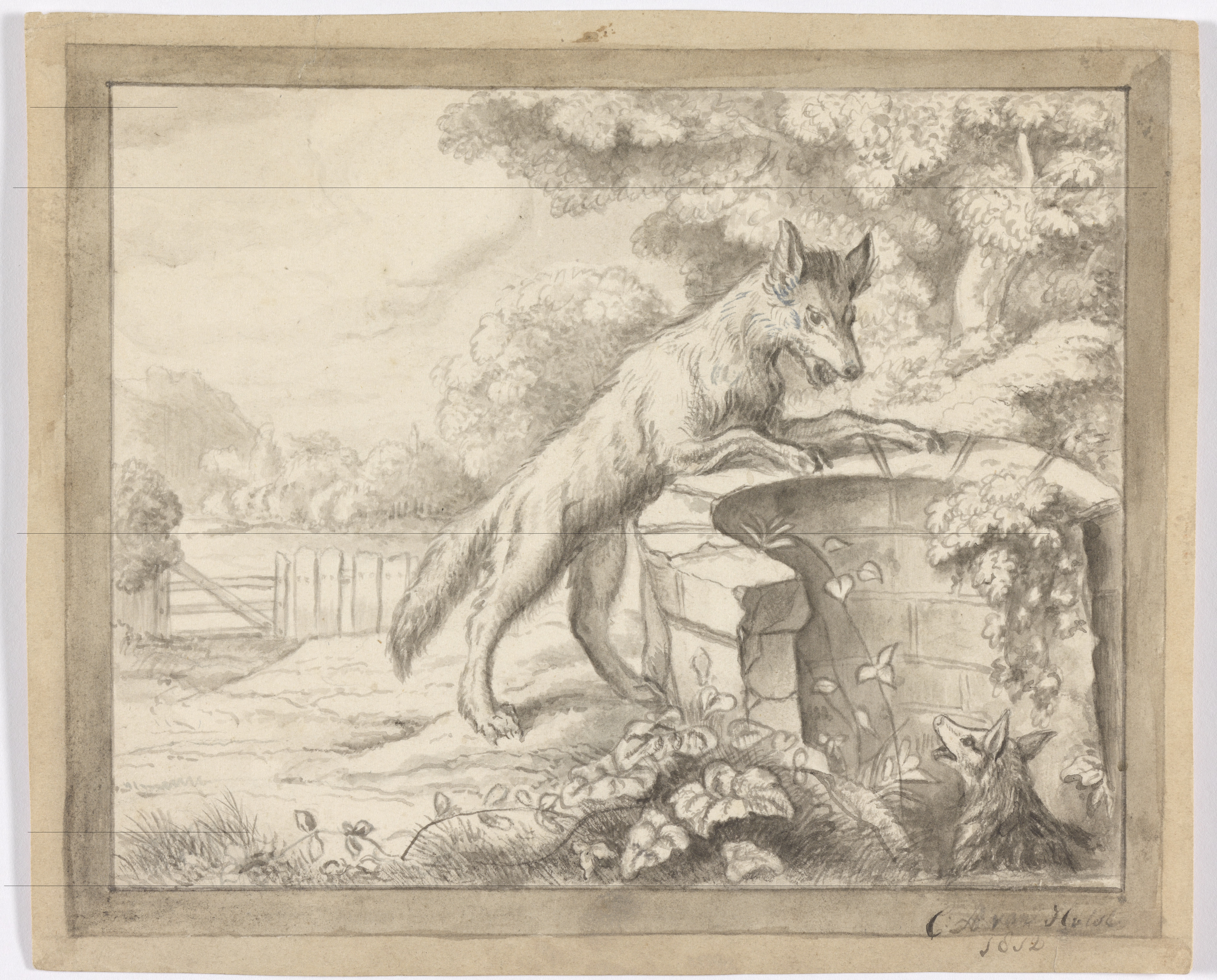
Twee vossen bij oude waterput (1812), gewassen pentekening, collectie Rijksmuseum Twenthe